# Pelham (New York)
Pelham è una città statunitense della Contea di Westchester, nello stato di New York, circa 10 km a nord del distretto newyorkese del Bronx. Confina a sud con il Pelham Bay Park.
Pelham può essere raggiunta in 28 minuti dal Grand Central Terminal con il treno Metro-North e molti suoi residenti lavorano a New York.
La Pelham Picture House, un cinema-teatro costruito nel 1921 nello stile Spanish Revival, è stata inclusa nel 2010 nel National Register of Historic Places.
Pelham è la città più antica della contea di Westchester. Nel 1654 Thomas Pell firmò un trattato con gli indiani Siwanoy per acquistare una vasta area che comprendeva, oltre a Pelham, tutto il Bronx e la zona costiera del Long Island Sound, fino al confine con Rye. La città fu incorporata nel 1788 e in seguito furono incorporati al suo interno due villaggi: Pelham Manor nel 1891 e Pelham nel 1896.
Il 18 ottobre 1776 vi si svolse una battaglia (Battle of Pelham) della Guerra d'indipendenza americana tra circa 4000 inglesi al comando del generale William Howe e circa 750 americani al comando di John Glover. Pur essendo in grande inferiorità di numero, gli americani riuscirono a ritardare l'avanzata degli inglesi, permettendo alle truppe di George Washington di raggiungere White Plains.